# 挚爱游戏
《挚爱游戏》是由西岛执导，何瑞贤、樊治欣领衔主演的都市悬疑爱情短剧。此剧由优酷及不可能的世界影业出品，三福互娱、任性影视、西岛映画、沙鸥影业联合出品，改编自泰国电视剧《炽爱游戏》。2025年3月21日起在优酷首播。

## 演员阵容
- 何瑞贤 饰演 许诺，远飞集团千金。
- 樊治欣 饰演 沈嘉禾，许诺无血缘关系的哥哥。
- 王策  饰演 許明禮，远飞集团董事長。許諾名義上的父親，沈嘉禾的親生父親。
- 王祖一  飾演 林亦／池野，白夏同父異母的弟弟。與許諾、沈嘉禾從小一起長大，喜歡許諾。但因誤會報復許家。因而跟許諾及沈嘉禾鬧翻。
- 黄乔  飾演白夏，池野同父異母的姐姐。許明禮的前妻，誕下一女（取名許願，小名：願願）。因要報復許明禮與池野聯手。許明禮被關後，因池野要報復許明禮，竄改許願與許明禮親子鑑定，造成許願無法及時救治夭折，後與許諾及沈嘉禾聯手報復池野。

## 制作
2023年6月，剧组在青岛正式开机。同年8月3日圆满杀青。